# Anita Włodarczyková
Anita Włodarczyková (* 8. srpna 1985 Rawicz, Velkopolské vojvodství) je polská atletka, mistryně světa z let 2009, 2013, 2015 a 2017, olympijská vítězka z let 2012, 2016 a 2021 a současná světová rekordmanka v hodu kladivem.

## Sportovní kariéra
Reprezentovala na letních olympijských hrách v Pekingu, kde ve finále obsadila šesté místo. Její nejlepší pokus měřil 71,56 m. Před mistrovstvím světa 2009 zvítězila na ostravském mítinku Zlatá tretra (76,59 m). Na MS 2009 v Berlíně získala zlatou medaili v novém světovém rekordu. Ve druhé sérii poslala kladivo do vzdálenosti 77,96 m. Původní rekord, který držela od roku 2006 Ruska Taťjana Lysenková překonala o 16 cm. Lysenková však mj. měla v roce 2007 pozitivní dopingový nález a odpykala si dvouletý trest. Dne 6. června 2010 vylepšila na mítinku v Bydhošti hodnotu světového rekordu na 78,30 metru. Dne 31. srpna 2014 vylepšila na mítinku v Berlíně hodnotu světového rekordu na 79,58 metru.  V roce 2012 se po diskvalifikací rusky za doping stala 10. srpna Olympijskou vítězkou za výkon 77,60 m. Dne 1. srpna 2015 vylepšila na memoriálu Kamily Skolimowské ve Wladyslawowu hodnotu světového rekordu na 81,08 metru. Dne 15. srpna vyhrála olympijské zlato novým rekordem 82,29 metru. Dne 29. srpna 2016 posunula rekod na 82,98 metru. V roce 2017 obhájila v Londýně titul mistryně světa v hodu kladivem. Poté přišlo zranění a nucená zdravotní pauza, která trvala až do roku 2021. I tak se ovšem zvládla probojovat na své čtvrté Olympijské hry do Tokia 2020, kde se stala první ženou v historií, která dokázala zvítězit třikrát v jedné disciplíně (78,48 m).
V roce 2009 dostala Řád Polonia Restituta (pátou třídu), v roce 2017 se stala Polskou sportovkyní roku.

## Osobní rekordy
- Hod kladivem – 82,98 m (1987)  (Současný světový rekord) a ER